# Conseil de la région de Tamworth
Le conseil de la région de Tamworth (en anglais : Tamworth Regional Council) est une zone d'administration locale située dans l'État de Nouvelle-Galles du Sud en Australie. 

## Géographie
La zone s'étend sur 9 713 km2 dans la région de Nouvelle-Angleterre, au nord-est de la Nouvelle-Galles du Sud. Elle est traversée par la New England Highway et la Main North Railway.
Elle comprend la ville de Tamworth, ainsi que les localités d'Attunga, Barraba, Bendemeer, Calala, Coledale, Daruka Estate, Dungowan, Duri, East Tamworth, Forest Hills, Hillvue, Kingswood,Kootingal, Manilla, Moonbi, Nemingha, North Tamworth, Nundle, Oxley Vale, Somerton, South Tamworth, Taminda, Tamworth Central Business District, Upper Manilla, Westdale et West Tamworth.

## Histoire
Le conseil est créé en mars 2004 par la fusion de la ville de Tamworth avec les comtés voisins de Barraba, Manilla, Nundle et Parry.

## Démographie
| 2006   | 2011   | 2016   | 2021   |
| ------ | ------ | ------ | ------ |
| 53 590 | 56 292 | 59 663 | 63 070 |

## Politique et administration
Le conseil comprend neuf membres élus pour un mandat de quatre ans, qui a leur tour élisent le maire pour deux ans. Le 4 décembre 2021, huit indépendants et un travailliste ont été élus.

### Liste des maires
| Période        | Période      | Identité      | Étiquette   | Qualité |
| -------------- | ------------ | ------------- | ----------- | ------- |
| octobre 2004   | 2010         | James Treloar |             |         |
| 2010           | janvier 2022 | Col Murray    | Indépendant |         |
| 5 janvier 2022 | en cours     | Russell Webb  | Indépendant |         |

La zone est rattachée à la circonscription de New England pour les élections fédérales et à celle de Tamworth pour les élections à l'Assemblée législative de Nouvelle-Galles du Sud.